# Bulbophyllum icteranthum
Bulbophyllum icteranthum là một loài phong lan thuộc chi Bulbophyllum.